# Hard Rock Hallelujah
Hard Rock Hallelujah — песня финской хард рок группы Lordi, которая представляла Финляндию на конкурсе песни Евровидение 2006 в Афинах и победила с рекордным на тот момент результатом, набрав 292 балла в финале конкурса. Победа стала первой для Финляндии на Евровидении, также впервые страна вошла в пятёрку лучших по итогам конкурса. Песня достигла первого места в чартах Финляндии. 26 мая 2006 года финнами был побит мировой рекорд в караоке, когда 80 тысяч человек пели песню на Рыночной площади в Хельсинки.
В 2009-м году был выпущен клип песни. Сюжет происходит в школе, где Lordi врываются в спортзал школы, и Mr. Lordi убивает чирлидерш, занимавшихся там. Из живых там осталась лишь рокерша с рисунками группы. Позже девушки «оживают», но уже в виде существ, похожих на зомби. Чирлидерши окружают девушку и танцуют вокруг неё, а после рокерша вместе с чирлидершами преследуют остальных учеников и учителей в школе.

## Список композиций
| №  | Название                                                    | Длительность |
| -- | ----------------------------------------------------------- | ------------ |
| 1. | «Hard Rock Hallelujah» (укороченная версия для Евровидения) | 3:01         |
| 2. | «Hard Rock Hallelujah» (альбомная версия)                   | 4:07         |
| 3. | «Mr. Killjoy» (бонус-трек)                                  | 3:24         |